# Lisa McMann
Lisa McMann (ur. 27 lutego 1968 w Holland w Michigan) – amerykańska pisarka.
Zdobyła popularność w 2009 roku trylogią dla nastolatków. Dwie pierwsze powieści: Sen i Mgła przez kilka tygodni królowały na amerykańskich listach bestsellerów, a prawa do ich wydania kupiono w Europie i Azji. Obie zostały przetłumaczone na język polski i wydane w 2009 roku.
W 2004 roku przeprowadziła się do Phoenix w stanie Arizona wraz z mężem i dwójką dzieci.

## Publikacje
Saga Snu (Wake Series):
- Sen, 2009 (oryg. Wake, 2008)
- Mgła, 2009 (oryg. Fade, 2009)
- Koniec, 2010 (oryg. Gone, 2010)
- Cryer's Cross, 8 lutego 2011